# Urodasys remostylus
Urodasys remostylus är en djurart som tillhör fylumet bukhårsdjur, och som beskrevs av Schoepfer-Sterrer 1974. Urodasys remostylus ingår i släktet Urodasys och familjen Macrodasyidae. Inga underarter finns listade i Catalogue of Life.